# Rev-erb

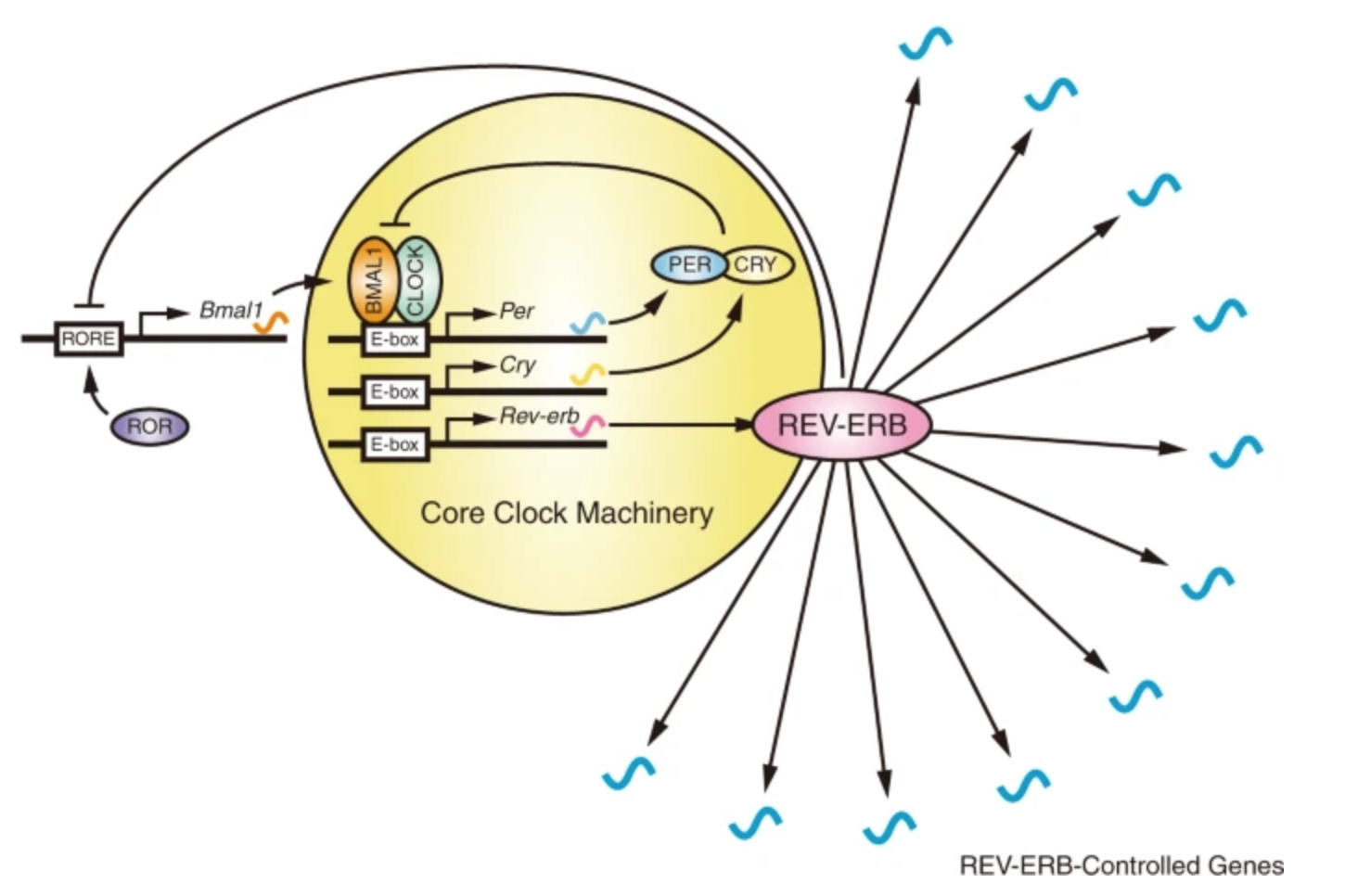
REV-ERB régule l'expression des gènes circadiens via la boucle secondaire de la boucle de rétroaction de transcription/traduction circadienne (TTFL) via l'inhibition de BMAL1 et contrôle l'expression des gènes de sortie.

Les protéines Rev-erb sont des protéines de la superfamille des récepteurs nucléaires. Elles sont notamment impliquées dans la régulation du cycle circadien

## Structure
Il existe deux isoformes :
- Rev-erbα
- Rev-erbβ

## Fonctions
Dans le cycle circadien, la protéine REV-ERBα est en compétition avec la protéine RORα pour lier le promoteur des protéines BMAL1 et NPAS2 (NPAS2 est similaire à la protéine CLOCK). RORα active la transcription de BMAL1 et NPAS2. REV-ERBα vient inhiber l'action de RORα, et cela a pour conséquence d'inhiber la transcription des protéines BMAL1 et NPAS2,.